# 단백질 인산화효소

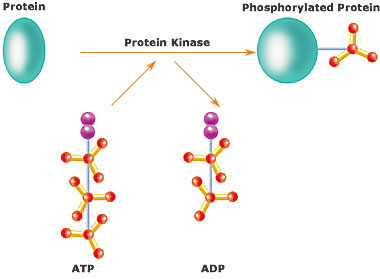
단백질 인산화효소가 ATP에서 인산기를 얻어 단백질을 인산화하는 개념도.

단백질 인산화효소(蛋白質燐酸化酵素, 영어: protein kinase)는 단백질을 인산화하는 효소이다. 단백질 키네이스, 단백질 키나아제라고도 한다. 키네이스 중에서 단백질을 인산화하는 인산화효소를 단백질 인산화효소라고 부르는데, 이 단백질 키네이스를 그냥 인산화효소라고 부르는 경우가 많다.
단백질 인산화효소의 종류로는 고리형 아데노신 일인산(cAMP)에 반응하는 단백질 인산화효소 A와 지질 신호에 반응하는 단백질 인산화효소 C가 있다.